# Debark
Debark – miasto w Etiopii, w regionie Amhara. Według danych szacunkowych na rok 2015 liczy 32 600 mieszkańców.